# Placa de Juan Fernández

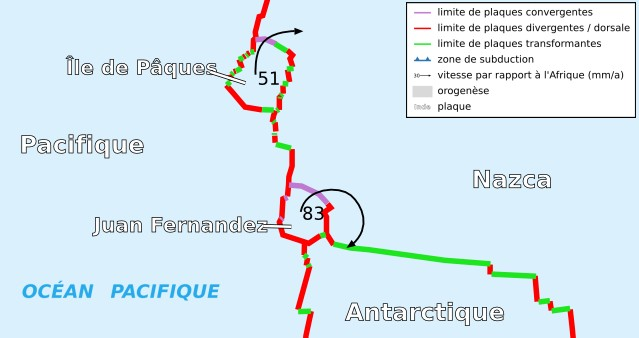
Mapa de la placa de Juan Fernández y sus placas vecinas (en francés)

La placa de Juan Fernández es una microplaca tectónica de la litósfera del planeta Tierra. Su superficie es de 0,00241 estereorradianes. Por lo general, se asocia con la placa de Nazca.

## Ubicación
Está situada en el este del océano Pacífico y ocupa una pequeña superficie de dicho océano. Está en contacto con las placas del Pacífico, de Nazca y Antártica.
Sus límites con las otras placas están formadas incluyendo la dorsal del Pacífico Oriental en su borde occidental. Su velocidad de desplazamiento es de 22,52° por millón de años según un polo euleriano situado a 35°91' de latitud norte y 70°17' de longitud este (referencia: placa del Pacífico).
Pese a que dio su nombre a la placa tectónica, el archipiélago de Juan Fernández se encuentra más al este, en la placa de Nazca.